# Keleczek Osz
Keleczek Osz (kirg. Футбол клубу «Келечек» Ош) – kirgiski klub piłkarski, mający siedzibę w mieście Osz, w południowo-zachodniej części kraju.

## Historia
Chronologia nazw:
- 2003: Keleczek Osz (ros. «Келечек» Ош)
- 2004: klub rozwiązano

Piłkarski klub Keleczek został założony w miejscowości Osz w roku 2003. W 2003 debiutował w Wyższej Lidze, w której najpierw zajął przedostatnie 6.miejsce w grupie południowej i nie zakwalifikował się do turnieju finałowego. W 2004 występował w rozgrywkach o Puchar Kirgistanu, po czym został rozwiązany.

## Sukcesy

### Trofea międzynarodowe
Nie uczestniczył w rozgrywkach azjatyckich (stan na 31-12-2015).

### Trofea krajowe
| \| \| Zdobyte trofea w rozgrywkach Kirgistanu (stan na: 31-12-2015) \| |                                                               |      |                |
| Rozgrywki                                                              | Osiągnięcie                                                   | Razy | Sezon(y)       |
| Mistrzostwo                                                            | I miejsce                                                     | 0    |                |
| Mistrzostwo                                                            | II miejsce                                                    | 0    |                |
| Mistrzostwo                                                            | III miejsce                                                   | 0    |                |
| Mistrzostwo                                                            | 6.miejsce                                                     | 1    | 2003 (grupa B) |
| Puchar                                                                 | zdobywca                                                      | 0    |                |
| Puchar                                                                 | finalista                                                     | 0    |                |
| Puchar                                                                 | ćwierćfinalista                                               | 1    | 2003           |
| II liga                                                                | I miejsce                                                     | ?    |                |
| II liga                                                                | II miejsce                                                    | ?    |                |
| II liga                                                                | III miejsce                                                   | ?    |                |
| Kirgistan                                                              | Zdobyte trofea w rozgrywkach Kirgistanu (stan na: 31-12-2015) |      |                |

## Stadion
Klub rozgrywał swoje mecze domowe na stadionie im. Akmatbeka Süjümbajewa w Oszu, który może pomieścić 12000 widzów.